# Music You All
Music You All è il 17° album live di Julian Cannonball Adderley, pubblicato dalla Capitol Records nel 1976.
Il disco fu registrato dal vivo nel 1972 (secondo alcune fonti 1970, ma la data risulta errata) al "The Troubadour" di Los Angeles in California (Stati Uniti).

## Tracce
Lato A
1. The Brakes – 11:56 (Nat Adderley, Roy McCurdy)
2. Cannon Raps – 2:45 (Julian Cannonball Adderley)
3. Capricorn – 5:11 (George Duke, Rick Holmes)
4. Walk Tall – 5:57 (Joe Zawinul)

Lato B
1. Oh Babe – 8:26 (Julian Cannonball Adderley, Nat Adderley)
2. Cannon Raps – 2:20 (Julian Cannonball Adderley)
3. Music You All – 10:55 (Julian Cannonball Adderley)
4. The Scene – 2:35 (Nat Adderley)

## Musicisti
The Cannonball Adderley Quintet
- Julian Cannonball Adderley - sassofono alto
- Nat Adderley - cornetta
- George Duke - pianoforte
- Walter Booker - contrabbasso
- Roy McCurdy - batteria

Ospiti
- Ernie Watts - sassofono tenore
- Mike Deasy - chitarra elettrica
- Airto Morreira - percussioni